# Pandemia de COVID-19 en Gabón
El primer caso de la Pandemia de COVID-19 en Gabon ocurrió el 12 de marzo de 2020. Es parte de la pandemia mundial en curso de la enfermedad por coronavirus 2019 (COVID-19) causada por el síndrome respiratorio agudo severo coronavirus 2 (SARS-CoV-2).
Hasta el 20 de mayo de 2021 se registraron 24 039 casos confirmados y 147 muertes. La tasa de letalidad (fallecidos respecto a confirmados) es del 0,62%.

## Antecedentes
El 12 de enero de 2020, la Organización Mundial de la Salud (OMS) confirmó que un nuevo coronavirus fue la causa de una enfermedad respiratoria en un grupo de personas en la ciudad de Wuhan, provincia de Hubei, China, que se informó a la OMS el 31 de diciembre de 2019.
La tasa de letalidad de COVID-19 ha sido mucho más baja que la del SARS de 2003, pero la transmisión ha sido significativamente mayor, con un número total de muertes significativo. Las simulaciones basadas en modelos para Gabón muestran que el intervalo de confianza del 95% para el número de reproducción variable en el tiempo fue inferior a 1,0 en julio y agosto de 2020.

## Cronología

### Marzo de 2020
El primer caso del país se anunció el 12 de marzo, un hombre de Gabón de 27 años que regresó a Gabón desde Francia , cuatro días antes de la confirmación del coronavirus.
El 17 de marzo se confirmaron dos casos más en el país, incluida una mujer que trabaja en el Ministerio de Relaciones Exteriores. Visitó Marsella y París antes de regresar al país.
El 20 de marzo se confirmó la primera muerte.
El 24 de marzo, los casos diagnosticados aumentaron a seis, y el Ministerio de Salud anunció dos nuevos casos: un ciudadano togolés de 45 años residente en Gabón que regresó recientemente de Senegal el 11 de marzo, y un ciudadano gabonés de 42 años que regresó de Francia el 19 de marzo.
Durante el mes hubo 7 casos confirmados, un fallecimiento y seis casos activos al final del mes.

### Abril de 2020
Hubo 269 nuevos casos en abril, elevando el número total de casos a 276. El número de muertos se triplicó a 3. Hubo 67 recuperaciones, dejando 206 casos activos al final del mes.

### Mayo de 2020
En mayo hubo 2.379 casos nuevos, elevando el número total de casos a 2.655. El número de muertos se elevó a 17. El número de pacientes recuperados aumentó a 722, dejando 1.916 casos activos al final del mes.

### Junio de 2020
En junio hubo 2.739 nuevos casos, lo que eleva el número total de casos a 5.394. El número de muertos se elevó a 42. El número de pacientes recuperados aumentó a 2.420, dejando 2.932 casos activos al final del mes.

### Julio de 2020
En julio, Gabón suspendió las visas para todos los viajeros europeos después de ser excluido de una lista de países de la UE cuyos ciudadanos pueden realizar viajes no esenciales a la región.
En julio se produjeron 1.958 nuevos casos, lo que elevó el número total de casos confirmados a 7.352. El número de muertos aumentó de siete a 49. El número de pacientes recuperados se duplicó con creces a 4.943, dejando 2.360 casos activos al final del mes (una disminución del 19,5% desde finales de junio).

### Agosto de 2020
Hubo 1.181 nuevos casos en agosto, lo que elevó el número total de casos confirmados a 8.533. El número de muertos se elevó a 53. Había 1.216 casos activos al final del mes.

### Septiembre de 2020
En septiembre se produjeron 219 nuevos casos, lo que eleva el número total de casos confirmados a 8.752. El número de muertos aumentó a 54. El número de pacientes recuperados aumentó a 7,955, dejando 743 casos activos al final del mes.

### Octubre de 2020
Hubo 216 nuevos casos en octubre, lo que eleva el número total de casos confirmados a 8,968. El número de muertos se elevó a 55. El número de pacientes recuperados aumentó a 8.698, dejando 215 casos activos al final del mes.

### Noviembre de 2020
En noviembre hubo 246 casos nuevos, lo que eleva el número total de casos confirmados a 9.214. El número de muertos se elevó a 60. El número de pacientes recuperados aumentó a 9.066, dejando 88 casos activos al final del mes.